# Arthropsis microsperma
Arthropsis microsperma är en svampart som först beskrevs av Berk. & Broome, och fick sitt nu gällande namn av Sigler 1983. Arthropsis microsperma ingår i släktet Arthropsis, ordningen Onygenales, klassen Eurotiomycetes, divisionen sporsäcksvampar och riket svampar.   Inga underarter finns listade i Catalogue of Life.